# رون بيرنت
رون بيرنت (بالإنجليزية: Ron Burnett)‏ هو كاتب بريطاني، ولد في 24 مايو 1947 في لندن في المملكة المتحدة.